# Allophylus brevipes
Allophylus brevipes är en kinesträdsväxtart som beskrevs av Ludwig Radlkofer. Allophylus brevipes ingår i släktet Allophylus och familjen kinesträdsväxter. Inga underarter finns listade i Catalogue of Life.